# پارک ملی پوریروی-ایسوسوو
پارک ملی پوریَرْوی-ایسوسوو (فنلاندی: Puurijärven ja Isosuon kansallispuisto) یک پارک ملی در مناطق پیرکانما و ساتاکونتا فنلاند است که در سال ۱۹۹۳ تأسیس شد و ۲۷ کیلومتر مربع (۱۰ مایل مربع) را پوشش می‌دهد. این منطقه عمدتاً از مناطق بزرگ باتلاقی و دریاچه پوریَرْوی تشکیل شده‌است. علاوه بر این، سواحل آبرفتی ککمن‌یوکی در اینجا تقریباً در حالت طبیعی قرار دارند.